# Jean Margéot
Jean Margéot, né le 3 février 1916 à Quatre Bornes, Île Maurice et mort le 17 juillet 2009 à Bonne-Terre, Vacoas, est un cardinal mauricien, évêque de Port-Louis de 1969 à 1993.

## Biographie

### Prêtre
Après avoir suivi sa formation à l'Université pontificale grégorienne, Jean Margéot a été ordonné prêtre le 17 décembre 1938 en la basilique Saint-Jean de Latran à Rome pour le diocèse de Port-Louis.
Il a exercé divers ministères dans son diocèse avant d'en être nommé vicaire général en 1968. Il est le premier Mauricien à occuper ce poste.

### Évêque
Nommé évêque de Port-Louis, capitale de la république de Maurice, le 6 février 1969, il est consacré le 4 mai suivant. Il est ainsi le premier Mauricien évêque de Port-Louis.
Il s'est particulièrement penché sur la question de la formation du clergé et des catéchistes.
Il participe le 29 avril 1979 à Rome à la béatification du père Jacques-Désiré Laval.
Il préside la conférence épiscopale de l'océan Indien de 1986 à 1989.
Il accueille le pape Jean-Paul II dans l'île en 1989.
Il se retire pour raison d'âge le 15 février 1993. Maurice Piat lui succède.

### Cardinal
Il est créé cardinal par le pape Jean-Paul II lors du consistoire du 28 juin 1988 avec le titre de cardinal-prêtre de S. Gabriele Arcangelo all'Acqua Traversa.